# Kolonowskie
Kolonowskie (in tedesco Colonnowska) è un comune urbano-rurale polacco del distretto di Strzelce, nel voivodato di Opole.
Ricopre una superficie di 83,61 km² e nel 2004 contava 6 267 abitanti.
Nel comune vige il bilinguismo polacco/tedesco.